# Zinnia acerosa
Zinnia acerosa (DC.) A.Gray, è una pianta della famiglia delle Asteracee originaria del Messico e del Sud-ovest degli USA.
Si tratta di una pianta perenne, alta fino a 60 cm, con fiori bianchi simili a margherite.